# Сарайська єпархія
Сарайська єпархія — православна єпархія, підпорядкована митрополиту Русі, із центром у Сарай-Бату — столиці Золотої Орди.

## Історія
Ростовсько-суздальські землі з 1238 року, а разом з ними й православні владики та їхня паства, увійшли до складу Золотої Орди. Тому 1261 року для православних Золотої Орди була перенесена з Переяславля Руського (нині м. Переяслав), знищеного у 1239 році монголами, єпископська кафедра, яка отримала назву — Сарайська єпархія. Тоді ж митрополит Кирило II висвятив на сарайську кафедру єпископа Митрофана та отримав від хана Менгу-Тимура ярлик з привілеями. Найменування «переяславльський» увійшло до офіційної титулатури сарайських єпископів лише у 1269 році, коли було висвячено другого сарайського єпископа Феогноста. Сарайський єпископ знаходився при ставці хана у Сарай-Бату.
Історичні дані про те, що ініціатором створення Сарайської єпархії був великий князь київський і володимирський Олександр Невський (як твердить пізніша церковна історіографія), відсутні.
Територія єпархії охоплювала значну територію Золотої Орди — Північне Причорномор'я, Подоння, Поволжя (без Північного Кавказу), а також колишні землі Русі, що увійшли під безпосередню зверхність ординських ханів, — Переяславське князівство та частину Рязанського князівства.
Окрім пастирських функцій, сарайський єпископ виконував і дипломатичні обов'язки, слугуючи посередником у стосунках Орди з Руссю та Візантією. Так, сарайський єпископ не раз виступав посередником в укладанні династичних шлюбів між візантійським імператорським домом та Чингізидами. Також сарайські єпископи не раз були посередниками між константинопольськими патріархами та церковними ієрархами Новгородської республіки і земель колишнього Володимиро-Суздальського князівства. Зважаючи на політику протекції ординських ханів православній церкві на землях колишньої Русі, та на практику обов'язкового затвердження новопоставлених руських митрополитів в Орді, статус Сарайської єпархії був надзвичайно престижним.
Із зміною зовнішньополітичної ситуації кордони та титулатура очільників Сарайської єпархії зазнавали змін. У середині 14 ст. єпархію було перейменовано на Сарську і Подонську, а 1454 кафедру було перенесено в підмосковне с. Крутиці (нині в межах Москви) та перейменовано на Крутицьку. 1589 вона набула статусу митрополії, і досі найпрестижнішої в Російській православній церкві.